# Гай Леканий Басс (консул 64 года)
Гай Лека́ний Басс (лат. Gaius Laecanius Bassus; родился, по одной из версий, около 30 года, Рим, Римская империя — умер вскоре после 69 года) — древнеримский политический деятель эпохи ранней Империи, ординарный консул 64 года.

## Биография
Гай принадлежал к неименитому роду, а его отцом являлся консул-суффект 40 года, носивший такое же имя и происходивший из Pietas Iulia — крупнейшего торгового города Истрии. 
В 64 году Леканий-младший занимал должность ординарного консула совместно с Марком Лицинием Крассом Фруги. Между 75 и 80 годом он находился на посту проконсула провинции Азия.

## Потомки
По всей видимости, собственных детей Гай не имел, поскольку в своё время им были усыновлены Гай Леканий Басс Цецина Пет, будущий консул-суффект 70 года, и некий Гай Леканий Басс Пакций Пелигн.

## Примечание
1. ↑  Rüpke J[англ.]., Glock A. Fasti Sacerdotum: A Prosopography of Pagan, Jewish, and Christian Religious Officials in the City of Rome, 300 BC to AD 499 / by Richardson D. — Oxford & New York: Oxford University Press, 2008. — 1115 ps. — P. 756. — № 2160. — ISBN 978-0-19-929113-7